# Sophronica flavomaculata
Sophronica flavomaculata är en skalbaggsart som beskrevs av Stefan von Breuning 1964. Sophronica flavomaculata ingår i släktet Sophronica och familjen långhorningar. Inga underarter finns listade i Catalogue of Life.